# Фъргъл О'Брайън
Фъргъл О'Брайън (на английски: Fergal O'Brien) е ирландски професионален играч на снукър, роден на 8 март 1972 година в Bayside, Дъблин, Ирландия.

## Кариера
Неговото най-голямо постижение е победата на Британското първенство през 1999 г. след победа над Антъни Хамилтън с 9 - 7 фрейма във финалния мач. Също така достига финал на първенството на Северна Ирландия през 2007 г., където губи финалния мач от Стивън Магуайър с 10 – 5 фрейма.
Друг голям негов успех е достигането до полуфинал на Мастърс през 2001 г. О'Брайън прекарва 3 сезона в топ 16 на ранглистата по снукър.
Фъргъл О'Брайън е единствения играч, който успява да победи Джон Парът в квалификации на Световното първенство. Това става през 2005 г. Той има 85 сенчъри брейка в кариерата си.
Фъргъл О'Брайън стартира лошо през сезон 2007/2008, губейки на Шанхай мастърс от Стив Дейвис във втория кръг след много оспорван мач и резултат 5 - 4 фрейма, въпреки че след добра игра в квалификациите отстранява последователно Пол Дейвис и Бари Хокинс. О'Брайън взима участие и в Гран При през 2007 г., успя да победи Алистър Картър, но загуби другите четири мача и завърши четвърти, като след него в групата остана само Греъм Дот.
След победа в квалификациите на турнира в Северна Ирландия над Бари Пинчес, елиминира Дейв Харолд в първия кръг на основната схема. Победният му ход продължава и отстранява Джон Хигинс, Бари Хокинс и Рони О'Съливан. В полуфинала побеждава Марк Алън с 6 - 3 фрейма. Във финалния мач е спрян от Стивън Магуайър с 5 – 9!

## Сезон 2009/10
| Турнир                    | Резутат | Спечелени пари | Ранкинг точки | Най-голям брейк | 100+ брейк | 50+ брейк | Брой спечелени срещи |
| ------------------------- | ------- | -------------- | ------------- | --------------- | ---------- | --------- | -------------------- |
| Шанхай мастърс 2009       |         | £              |               |                 |            |           |                      |
| Гран При 2009             |         | £              |               |                 |            |           |                      |
| Британско първенство 2009 |         | £              |               |                 |            |           |                      |
| Мастърс 2010              |         | £              |               |                 |            |           |                      |
| Първенство на Уелс 2010   |         | £              |               |                 |            |           |                      |
| Първенство на Китай 2010  |         | £              |               |                 |            |           |                      |
| Световно първенство 2010  |         | £              |               |                 |            |           |                      |
| Общо                      |         | £              |               |                 |            |           |                      |